# Équipe de Slovaquie féminine de hockey sur glace
Cet article traite de l'équipe féminine. Pour l'équipe masculine, voir Équipe de Slovaquie de hockey sur glace.
L'équipe de Slovaquie féminine de hockey sur glace est la sélection des meilleures joueuses slovaques de hockey sur glace. Elle est sous la tutelle de la Slovenský zväz ľadového hokeja. La Slovaquie est classée 15e sur 42 équipes au classement IIHF 2021 .
Le 6 septembre 2008, la Slovaquie établie le record de la victoire la plus large lors d'une compétition de hockey sur glace féminin en balayant la Bulgarie 82 buts à 0.

## Historique
Lors des qualifications pour les Jeux olympiques de 2010, la Slovaquie a battu la Bulgarie 82-0. Les Slovaques tirent 142 fois, marquant un but sur 58,9 % des lancers, ce qui représente un but toutes les 44 secondes. Ce match rentre dans le Guinness des records comme le plus haut score marqué en un seul match de hockey sur glace .

## Résultats

### Jeux olympiques
- 2006 - Non qualifié
- 2010 - Huitième de finale
- 2014 - Non qualifié
- 2018 - Non qualifié
- 2022 —  Non qualifié

### Championnats du monde
- 1990 — 1997 : Ne participe pas
- 1999 — Quinzième (7e du Groupe B)
- 2000 — Dix-huitième (2e des qualifications pour le Groupe B)
- 2001 — Dix-septième (1re des qualifications pour le Groupe B)
- 2003 — Dix-huitième (3e de Division II)
- 2004 — Dix-huitième (3e de Division II)
- 2005 — Dix-septième (3e de Division II)
- 2007 — Seizième (1er de Division II)
- 2008 — Onzième (2e de Division I)
- 2009 — Dixième (1er de Division I)
- 2011 — Septième
- 2012 — Huitième
- 2013 — Onzième (3e de Division IA)
- 2014 — Quatorzième (6e de Division IA)
- 2015 — Quinzième (1re de Division IB)
- 2016 — Quatorzième (6e de Division IA)
- 2017 — Quinzième (1re de Division IB)
- 2018 — Quatorzième (6e de Division IA) [6]
- 2019 — Quinzième (5e de Division IA)
- 2020 — Pas de compétition en raison de la pandémie de coronavirus[7]
- 2021 — Pas de compétition en raison de la pandémie de coronavirus [8].
- 2022 — Treizième (3e de Division IA)

Note :  Promue ;  Reléguée

### Championnats d'Europe
- 1989 - 1993 : Ne participe pas
- 1995 - Quatrième du Groupe B
- 1996 - Quatrième du Groupe B

### Universiades d'hiver
- 2009 - Cinquième
- 2011 -  Médaille de bronze

### Classement mondial
| Année | Rang | Points | Progression |
| ----- | ---- | ------ | ----------- |
| 2003  | 17   | 595    | -           |
| 2004  | 18   | 1375   | -1          |
| 2005  | 18   | 1585   | ±0          |
| 2006  | 19   | 990    | -1          |
| 2007  | 18   | 1415   | +1          |
| 2008  | 17   | 1735   | +1          |
| 2009  | 15   | 2040   | +2          |
| 2010  | 10   | 2370   | +5          |
| 2011  | 8    | 2470   | +2          |
| 2012  | 7    | 2500   | +1          |

| Année      | Rang | Points | Progression |
| ---------- | ---- | ------ | ----------- |
| 2013       | 8    | 2430   | -1          |
| Fév. 2014  | 10   | 2325   | -2          |
| Avril 2014 | 12   | 3185   | -2          |
| 2015       | 13   | 2855   | -1          |
| 2016       | 14   | 2590   | -           |
| 2017       | 14   | 2340   | ±0          |
| Fév. 2018  | 15   | 2 920  | -1          |
| Avril 2018 | 15   | 2 930  | ±0          |
| 2019       | 15   | 2 720  | ±0          |
| 2020       | 15   | 2 510  | ±0          |
| 2021       | 15   | 2 305  | ±0          |

## Équipe moins de 18 ans

### Championnat du monde moins de 18 ans
L'équipe des moins de 18 ans y fait ses débuts en 2009, à l'occasion de la seconde édition du Championnat du monde de cette catégorie.
- 2009 — 3e de Division I
- 2010 — 3e de Division I
- 2011 — 2e de Division I
- 2012 — 6e de Division I
- 2013 — 5e de Division I
- 2014 — 5e de Division I
- 2015 — 3e de Division I
- 2016 — 3e de Division I
- 2017 — 2e de Division IA
- 2018 — 2e de Division IA
- 2019 — 1re de Division IA
- 2020 — 8e place
- 2021 — Pas de compétition en raison de la pandémie de coronavirus

### Jeux olympiques de la jeunesse
- 2012 — Cinquième
- 2016 — Quatrième
- 2020 —  Médaille de Bronze